# Debela
Debela ou Debala é uma vila e sede da comuna de Zanina, circunscrição de Cutiala, na região de Sicasso ao sul do Mali. Durante o período colonial, era sede de um cantão homônimo.